# 迪米查·卡根洛夫
迪米查·加內夫·卡根洛夫（Dimitre Ganev Kalkanov，1966年4月5日—），生於保加利亞，已退役保加利亞足球運動員，司職後衛，前香港足球先生，前保加利亞U21隊員，亦曾經入選保加利亞國家足球隊集訓名單。

## 球會生涯
卡根洛夫生於保加利亞，出身於普羅夫迪夫火車頭，在1985年為保加利亞U21上陣3場，1994年加盟香港甲組足球聯賽球會流浪，首場即因為其表現過於勇猛而被紅牌趕出場，於1996球季季尾由於多名外援前鋒離隊，卡根洛夫被推前客串前鋒。1996年夏季，卡根洛夫轉投快譯通，於1997–98年度球季由於奧沙擔任清道伕夥拍黃偉德表現出色，卡根洛夫更改為擔任防守中場，表現出色並且當選香港足球先生，亦是首位外援球員獲得此榮譽，及後由於卡根洛夫在賀歲盃表現出色，因而入選保加利亞國家足球隊集訓名單，於1998–99年度球季有份出戰亞洲冠軍球會盃首圈賽事對陣日本磐田山葉，在季中因為與快譯通高層不和遭到提前解約，1999年，卡根洛夫回到香港轉投愉園，於翌季轉投晨曦，返國保加利亞後仍與香港球圈人士保持聯繫，在2009年夏季協助班主林大輝為沙田在東歐物色外援球員。

## 個人榮譽
- 香港足球先生（1997–98季度）